# NGC 7754
NGC 7754 é uma galáxia espiral (Sa) localizada na direcção da constelação de Aquarius. Possui uma declinação de -16° 36' 02" e uma ascensão recta de 23 horas, 49 minutos e 11,2 segundos.
A galáxia NGC 7754 foi descoberta em 1886 por Frank Leavenworth.